# Hermetism (litteratur)
Hermetism (italienska ermetismo) betecknar en litterär riktning, i synnerhet inom 1900-talets lyrik. Den hermetiska poesin ingår i den franska symbolismens tradition och är en del av modernismens litteratur. Den kännetecknas av ett bruk av privata symboler och metaforer, svåra för läsaren att omedelbart begripa. 
Betydande företrädare hade denna ermetismo i Italien under 1930-talet. Till dessa räknas:
- Eugenio Montale (1896 – 1981)
- Salvatore Quasimodo (1901 – 1968)
- Giuseppe Ungaretti (1888 – 1970)

Spår av litterär hermetism kan även uppvisas i exempelvis Paul Celans efterkrigspoesi. Om hermetism rent allmänt ska ses som en självständig litterär strömning eller som en tendens inom symbolismen är - särskilt om man bortser från Italien - en öppen fråga.
Hermetism betecknar ursprungligen en religiös-filosofisk lära med rötter i senantiken, men används alltså inom modern litteratur synonymt med "dunkel dikt".
Kopplingar till denna typ av hermetism har med rätta också gjorts vid läsningen av de så kallat dunkla poeterna i Kina från slutet av 1970-talet. Till dessa hör bland andra Bei Dao, Gu Cheng, Duo Duo och Yang Lian.

## Fotnoter
1. ↑  Rene Wellek: The Term and Concept of Symbolism in Literary History. In: New Literary History, Vol. 1, No. 2, A Symposium on Periods (Winter, 1970). S. 258
2. ↑  Frenzel: Daten deutscher Dichtung. Bd. 2. dtv, München 2004. S. 649